# 降级攻击
降级攻击（英語：Downgrade attack）是一种对计算机系统或通讯协议的攻击。在降级攻击中，攻击者故意使系统放弃新式、安全性高的工作方式（如加密连接），反而使用为向下兼容而准备的老式、安全性差的工作方式（如明文通讯）。例如，在OpenSSL中曾经存在一个缺陷，从而使攻击者能够让SSL/TLS服务器与客户端建立老版本TLS连接，尽管双方事实上支持新版本。这样的攻击是最常见的降级攻击。
降级攻击常被用于中间人攻击，将加密通讯的安全性大幅削弱，得以进行原本不可能做到的攻击。
去除向下兼容往往是解决降级攻击的有效手段。